# حجرة إيداع

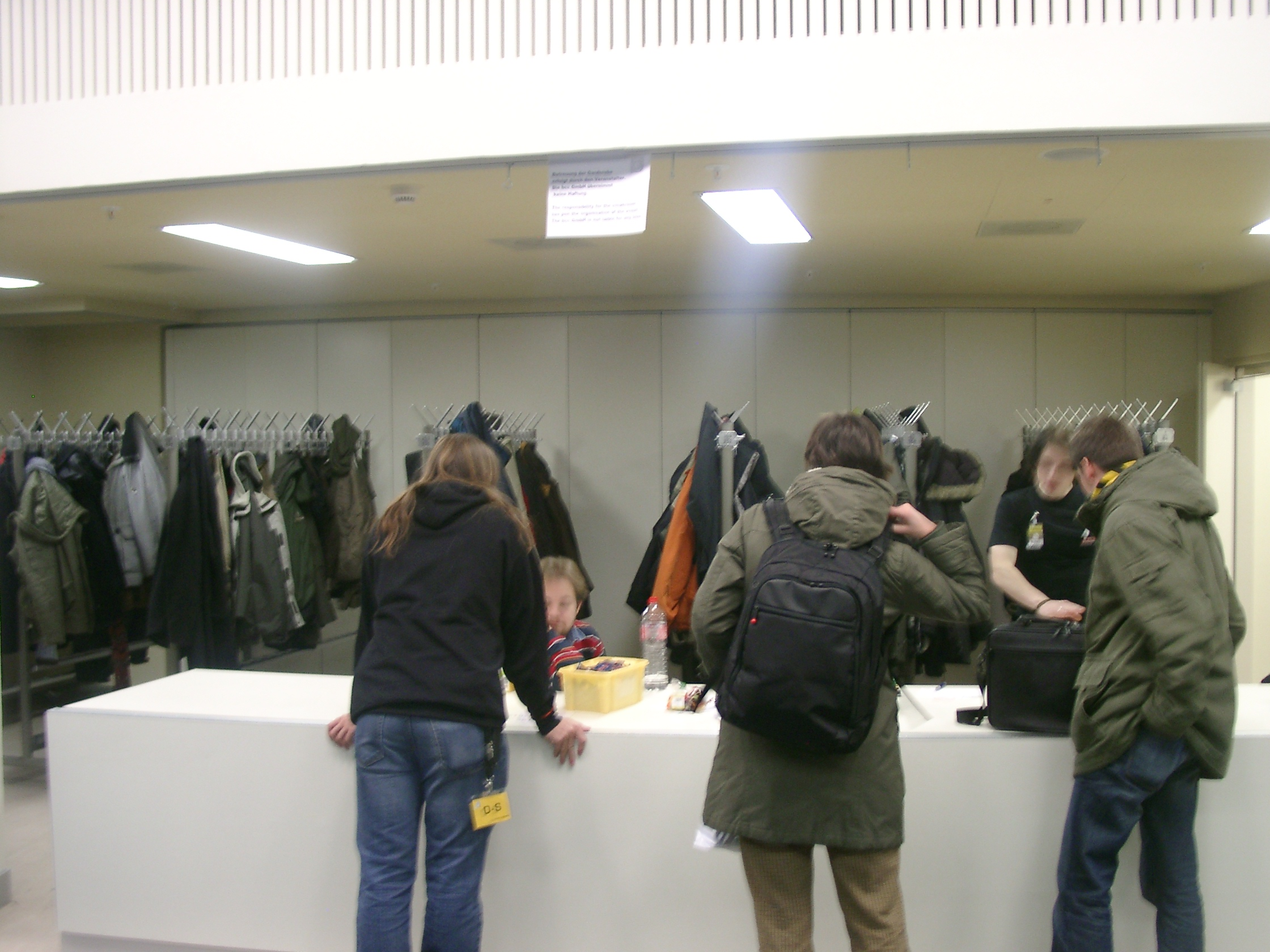
حجرة إيداع في ميدان ألكسندر في برلين

حُجْرَة الإيداع أو الأمتعة أو المعاطف غرفة يعلق فيها الناس معاطفهم أو عباءاتهم أو أي ملابس خارجية أخرى عند دخولهم المبنى. توجد حجر الإيداع عادةً داخل المباني الكبيرة ، مثل قاعات التمرينات أو المدارس أو الكنائس أو قاعات الاجتماعات.